# Несрећа у руднику Соко 2022.
Рударска несрећа у Сокобањи 2022. године догодила се 1. априла 2022. године у руднику мркога угља „Соко”, 12 километара источно од Сокобање, у Зајечарскоме управном округу. Осамнаест људи је повређено, а осам је погинуло када је дошло до неконтролисанога излива метана унутар копа.У питању је била алексиначка смена рудара, међу настрадалима била су шесторица из Алексинца (један из Алексиначког Рудника), један из Сокобање и један из Врања.На дому културе Алексиначки Рудник нацртан је мурал посвећен Бојану Стајићу, на иницијативу супруге и пријатеља, који су сакупили новац, а након тога у Алексинцу на зиду преко пута забавишта Лане, и мурал свим рударима.

## Погинули
- Братислав Живковић (1963)
- Бранко Чокорило (1966)
- Бранислав Златановић (1967)
- Радован Грујић (1975)
- Дарко Златковић (1979)
- Ненад Тривунац (1985)
- Бојан Стајић (1988)
- Петар Петровић (1991).[4]